# 崔崑
崔崑（1925年7月20日—），男，山东济南人，中国金属材料专家，华中科技大学材料科学与工程系荣誉系主任、教授，中国工程院院士。
主要研究方向是钢的合金化理论、新型模具钢和金属陶瓷。主持研究和开发了多种新型模具钢，其中两种已列入国家工具钢标准GB1299－85。

## 生平
1954年，哈尔滨工业大学研究生班毕业。
1997年，当选中国工程院院士。
2018年10月7日，华中科技大学发布消息，93岁的中国工程院院士崔崑，又拿出180万元，注入到他和夫人朱慧楠教授于2013年设立的“勤奋励志助学金”。 